# وینیل‌فروسن
وینیل‌فروسن (انگلیسی: Vinylferrocene) یک ترکیب آلی فلزی حاوی آهن با فرمول شیمیایی (C5H5)Fe(C5H4CH=CH2) است. 